# Кареник Віктор Михайлович
Ві́ктор Миха́йлович Каре́ник — молодший сержант Збройних сил України, учасник російсько-української війни.

## Нагороди
за особисту мужність і героїзм, виявлені у захисті державного суверенітету та територіальної цілісності України, вірність військовій присязі під час російсько-української війни, відзначений — нагороджений
- 21 серпня 2014 року — орденом «За мужність» III ступеня,
- 27 червня 2015 року — орденом Богдана Хмельницького III ступеня.